# Jorge Meléndez

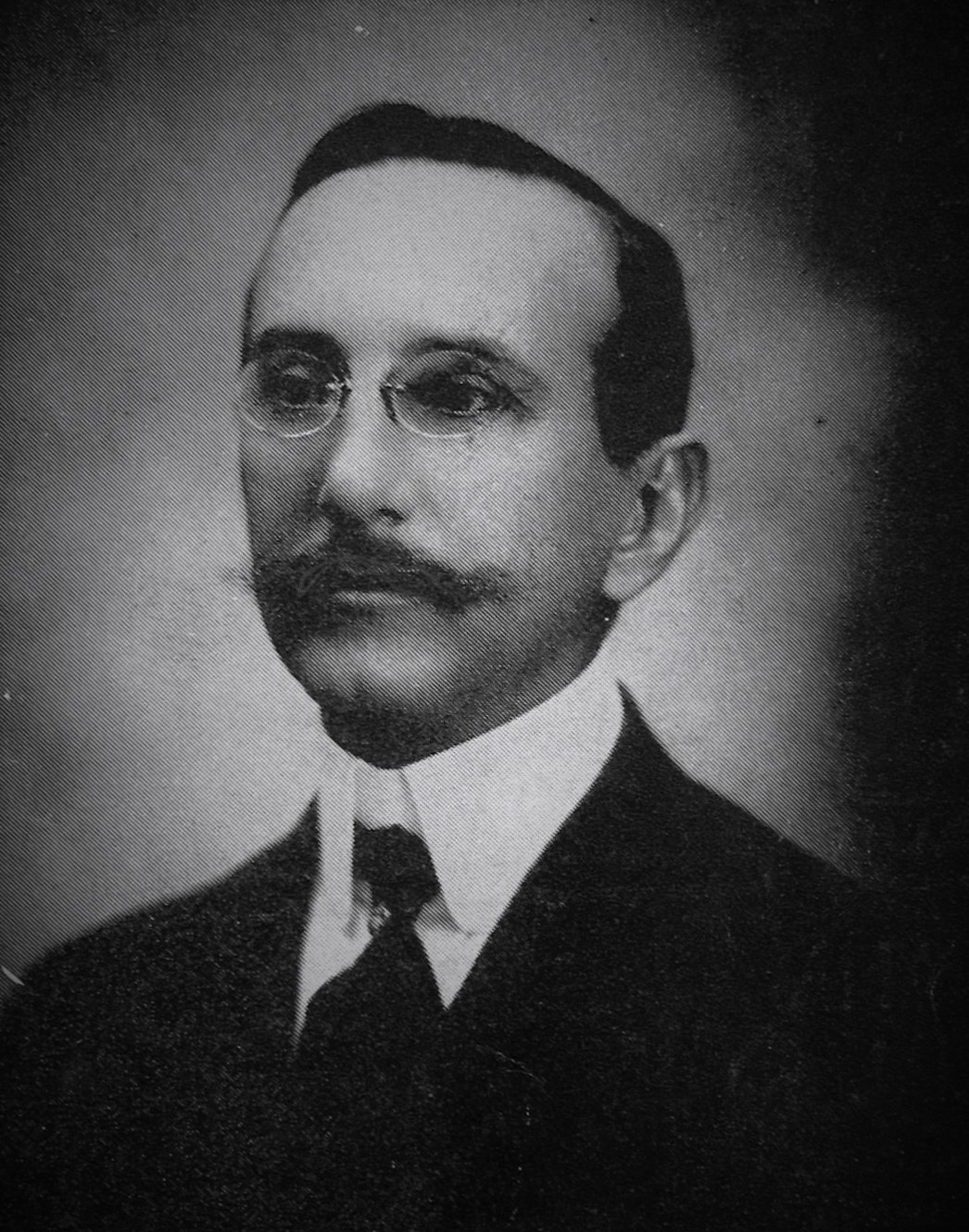
Jorge Meléndez, presidente de El Salvador entre 1919 e 1923

Jorge Meléndez (San Salvador, 15 de abril de 1871 - 22 de novembro de 1953) foi um político e agrônomo salvadorenho.
Substituiu o seu irmão Carlos, que havia falecido, como presidente de 1 de março de 1919 e 1 de março de 1923, tendo como vice-presidente a seu cunhado, Alfonso Quiñónez Molina. Sua principal fonte de apoio eleitoral foi a Liga Vermelha, um movimento sindical criado em 1918 para dar legitimidade aparente as fraudes eleitorais consecutivas.